# Mimetus tillandsiae
Mimetus tillandsiae är en spindelart som beskrevs av Archer 1941. Mimetus tillandsiae ingår i släktet Mimetus och familjen kaparspindlar. Inga underarter finns listade i Catalogue of Life.